# Quimper Kerfeunteun FC
Der Quimper Kerfeunteun Football Club ist ein französischer Fußballverein aus Quimper in der Bretagne. Im Land ist er häufig noch als Stade Quimpérois bekannt; unter diesem Namen hatte er seine größten Erfolge erzielt. Gegründet wurde der Klub im Jahr 1905; die Vereinsfarben sind Schwarz-Weiß. Die Ligamannschaften spielen seit 1970 im Stade de Penvillers, das eine Kapazität von 10.000 Plätzen aufweist. Die Männer-Ligaelf spielt in der Saison 2021/22 in der siebtklassigen Régional 2.

## Geschichte

Logo des Quimper Cornouaille FC

1904 von sportbegeisterten Oberschülern unter dem Namen Véloce Sport gegründet und 1905 als Stade Quimpérois offiziell registriert, wurde er 1914 Meister der Niederbretagne. Zwischen den Weltkriegen entstand das Stade Kerhuel, das bis 1970 die Spielstätte des Vereins blieb, der mehrfach (Amateur-)Meister der Ligue de l’Ouest (1924, 1926, 1928, 1933, 1938, 1949, 1962) wurde und den Pokalwettbewerb um die Coupe de l’Ouest (1924, 1928, 1933, 1938, 1959) gewann. 1926 und 1928 erreichte er sogar die Runde der besten 32 Mannschaften im Landespokal. Nach Einführung des Professionalismus in Frankreich (1932) verblieb Quimper bis 1970 im Amateurlager; ab dann gehörten die Bretonen rund zwei Jahrzehnte, nur für drei Spielzeiten unterbrochen, der Division 2 an. In diese Epoche fällt auch der bisher größte Erfolg: In der Coupe de France 1987/88 marschierte der in Quimper Cornouaille FC – die Cornouaille ist der die Stadt umgebende Landstrich – umbenannte Klub unter anderem nach einem 4:1-Sieg über Stade Rennes bis in das Viertelfinale, wo der FC Metz im Hinspiel mit 1:0 bezwungen wurde. Im Rückspiel behielt dann allerdings der spätere Pokalsieger mit 5:0 die Oberhand. Im Verlauf der Saison 1989/90 musste der Verein Konkurs anmelden, worauf eine sofortige Neugründung als Stade Quimpérois 2000 (Anfang des 21. Jahrhunderts Rückbenennung) erfolgte. Seither pendelte die Mannschaft zwischen dritter Liga und sechstklassiger Division d’Honneur. Ab 2008 nannte er sich wieder Quimper Cornouaille FC und seit dessen Fusion mit der Étoile Sportive de Kerfeunteun (2011) trägt er seinen aktuellen Namen.

## Ligazugehörigkeit und Erfolge
Profistatus hat der Klub 1970–1972, 1974/75, 1976–1982 und 1983–1990 besessen; der Division 1 (seit 2002: Ligue 1) hat er noch nie angehört.
- Französischer Meister: bisher Fehlanzeige
- Französischer Pokalsieger: bisher Fehlanzeige (aber Viertelfinalist 1988)

## Frauenfußball
Im Verein wird auch Frauenfußball gespielt, ab 1971 zunächst eigenständig als Football Féminin Quimpérois und seit 1980 als Abteilung von Stade Quimper. Das Team qualifizierte sich in den 1970ern mehrfach für die Endrunde der französischen Meisterschaft und stellte auch einige Nationalspielerinnen für die Bleues. In der 1992 eingeführten, landesweiten höchsten Liga war Quimper bisher fünf Spielzeiten lang vertreten, wobei nur in der Saison 1999/2000 der Klassenerhalt gelang; in der Saison 2021/22 spielt Quimpers Frauschaft, die sich auch wieder einmal für die landesweite Pokal-Hauptrunde qualifiziert hat, weiterhin in der Régional 1, der dritten Liga.

## Ehemalige bekannte Personen des Vereins
| - Manuel Abreu - Ghislaine Baron - Nathalie Caradec - Corinne Kérourédan | - Robert Langers - Serge Le Dizet - Yvon Le Roux - Włodzimierz Lubański | - Philippe Mahut - Riyad Mahrez - Carmelo Micciche - Richard Ruffier |